# 梁用弧
梁用弧（1874年—1923年），廣東廣州府順德縣（今佛山市順德區）人，清末民初政治人物、進士出身。
光緒十九年，中舉；光緒二十四年，登進士，同年五月，改翰林院庶吉士。光緒二十九年四月，散館，著以部属用。宣統二年，任郵傳部員外郎。民國六年，張勳復辟，其擔任郵傳部左丞。